# Sadao Hasegawa
Sadao Hasegawa (長谷川 サダオ, 1945-20 de noviembre de 1999) fue un artista gráfico japonés conocido por crear arte fetichista homoerótico. Sus obras se destacan por su gran detalle, elaborados escenarios de fantasía y por su yuxtaposición de elementos del arte japonés, balinés, tailandés, budista tibetano, africano e indio. Si bien Hasegawa se centró principalmente en representaciones del físico masculino musculoso, a menudo incorporó temas sexuales extremos en sus obras, incluidos el bondage y el sadomasoquismo. Su arte se caracteriza por fuertes connotaciones místicas y espirituales.

## Biografía
Hasegawa nació en 1945 en la región de Tōkai en Japón. Cuando tenía veinte años, viajó a la India y comenzó a dedicarse al dibujo. Su primera exposición individual, "El alquimismo de Sadao Hasegawa: Meditación para 1973", se llevó a cabo en 1973 en Tokio, Japón, y contó con pinturas al óleo, collages y esculturas. En 1978, el arte de Hasegawa se publicó por primera vez en Barazoku, una revista mensual para hombres homosexuales; más tarde se publicaría en Sabu, Samson y Adon.
Hasegawa citó a Go Mishima y Tom of Finland entre sus influencias, llamando al primero "un maestro ilustrador del físico masculino" en un obituario escrito en 1989 para Barazoku. Sus primeras obras, directamente inspiradas en Tom of Finland, reflejaban estilos artísticos europeos. A finales de la década de 1980, Hasegawa comenzó a realizar viajes regulares a Bali y Tailandia, lo que resultó en un mayor enfoque en la iconografía y mitología asiáticas en su arte.
El 20 de noviembre de 1999, Hasegawa se suicidó ahorcándose en una habitación de hotel en Bangkok, Tailandia; su funeral se realizó en Shimizu, en la prefectura de Shizuoka. Inicialmente, su familia se deshizo de su obra de arte, aunque fue recuperada cuando descubrieron una nota, junto con un retrato de Yukio Mishima pintado sobre una piedra, que otorgaba la propiedad de sus obras a la Galería Naruyama en Tokio. Se descubrieron seis pinturas entre la propiedad de Hasegawa, que se mostraron en "Linga", una exposición póstuma en la Galería Naruyama en 2000. Hoy en día, la Galería Naruyama alberga la mayoría de las obras completas de Hasegawa.

## Legado
Hasegawa es considerado uno de los creadores de arte homoerótico más influyentes de Japón. Bungaku Itō, editor fundador de Barazoku, describió el arte de Hasegawa como "trascendiendo el nivel de la pornografía, emulando semejanzas encontradas en el arte budista". A pesar de esto, la obra de arte de Hasegawa ha recibido una exposición limitada en Japón, con sólo una monografía, Paradise Visions, publicada en 1996 por Kochi Studio, que se ha difundido en el país.
Hasegawa rechazó numerosas solicitudes para exhibir y distribuir su trabajo internacionalmente, aunque Sadao Hasegawa: Paintings and Drawings, una colección del trabajo del artista en revistas, fue publicada por la editorial británica Gay Men's Press en 1990.
En 2022, la editorial británica Baron Books publicó una primera monografía póstuma del archivo raramente publicado de Hasegawa.